# Grosvenor (navire)
Pour les articles homonymes, voir Grosvenor.
Le Grosvenor est un indiaman à trois-mâts britannique.
Il est surtout connu pour son naufrage le 4 août 1782, lors de son retour en Angleterre, sur la côte du Pondoland en Afrique du Sud, au nord de l'embouchure de la Umzimvubu. L'équipage compte 132 personnes et 18 passagers mais sur les 123 survivants, seulement 18 parviennent à atteindre la sécurité de la ville du Cap.